# Герб Невинномысска
Герб муниципального образования городского округа — города Невинномы́сска Ставропольского края Российской Федерации — опознавательно-правовой знак, наряду с флагом являющийся официальным символом муниципального образования, отражающий исторические, культурные, социально-экономические и иные местные традиции и особенности.
Утверждён постановлением главы администрации города Невинномысска Ставропольского края от 31 июля 1995 года № 893; после наделения муниципального образования статусом городского округа повторно утверждён решением Думы города Невинномысска от 30 мая 2007 года № 268-27.
Герб составлен с нарушениями правил геральдики и не может быть внесён в Государственный геральдический регистр Российской Федерации.

## Описание и обоснование символики
Герб муниципального образования городского округа — города Невинномысска Ставропольского края представляет собой зелёный щит с обрамлением. Главная фигура щита — лазоревый опрокинутый вилообразный крест — символизирует мыс при слиянии двух рек, отражая тем самым местоположение города на соединении рек Кубань и Большой Зеленчук, а также объясняя происхождение названия города.
В нижней половине щита, на соединении рукавов рек, изображена химическая колба (реторта) с растением внутри, обрамлённая снизу шестернёй, что указывает на главную специфику города как одного из крупнейших промышленных центров Ставропольского края. Колба — белого цвета (серебро), растение — зелёного (зелень), шестерня — синего (лазурь). Во главе щита помещён элемент герба Ставропольского края в виде карты Ставропольского края с серебряным крестом и линией 45-й параллели. Цвет карты — жёлтый (золото), крест и обозначение параллели — белого цвета. Этим подчёркивается, что город является составной частью Ставропольского края, вливаясь в него символическим потоком голубой реки.
Обрамление щита (венок) аналогично обрамлению герба Ставропольского края: слева — дубовые листья бронзового (жёлто-коричневого) цвета, справа — колосья пшеницы бронзового (жёлто-коричневого) цвета. Венок перевит лентой с цветами флага Ставропольского края. Вверху щита на ленте — число 1825 красного цвета (червлень), означающее год основания Невинномысска.

## История

### Эмблема 1974 года
14 марта 1974 года, в преддверии празднования 150-летия образования Невинномысска, исполнительным комитетом городского Совета депутатов было объявлено проведение конкурса на разработку проектов памятных значков, юбилейных медалей и эмблем города. Его главной задачей являлось выявление проектов, «наиболее полно и всесторонне отражающих характерные черты молодого, развивающегося города и его историю». Поступившие на конкурс эскизы основывались преимущественно на использовании изображений шестерни, колоса, реторты и других аналогичных символов промышленности и сельского хозяйства. До начала работы жюри эти проекты экспонировались во дворце культуры химкомбината, где их могли увидеть и обсудить жители города. Позднее некоторые из эскизов были переданы на хранение в Невинномысский историко-краеведческий музей. По итогам работы жюри 1-е место в конкурсе занял проект главного архитектора Невинномысского отдела комплексного проектирования «Промстройпроект» В. Ф. Елесина. 14 ноября 1974 года разработанная Елесиным эмблема города Невинномысска была утверждена горисполкомом на заседании архитектурно-художественного совета.
По данным сайта «Геральдикум.ру», ссылающегося на книгу Н. О. Миронова «Каталог современных гербов городов стран содружества на значках» (1995), существовал ещё один «известный по сувенирным значкам советский проект герба Невинномысска. В центре щита изображались колба, шестерня и колос. Проект иллюстрировал лозунг „Невинномысск — город химиков“».

### Герб 1995 года

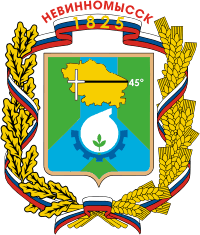
Герб города Невинномысска
(с трёхцветной лентой). 1995 год

23 февраля 1995 года глава администрации Невинномысска А. Семенченко объявил о проведении открытого конкурса на лучший проект городского герба. Последний должен был отражать основные исторические, географические, природные, культурные и иные особенности Невинномысска. Всего в конкурсе приняли участие 20 человек («от восьмиклассников до участников Великой Отечественной войны»), представивших около 100 проектов, из которых городская конкурсная комиссия по вопросам геральдики отобрала пять наиболее удачных. Затем эти работы направили на рассмотрение в Ставропольскую краевую геральдическую комиссию. Согласно её заключению, ни один из заявленных проектов не отвечал правилам и требованиям геральдики и, следовательно, не мог быть рекомендован для использования в качестве официального символа города. Тем не менее, жюри определило победителей конкурса, которыми стали сразу трое участников — Е. Ф. Сосновский и супруги Л. А. и. А. П. Енник, чьи работы, в том числе, объединяла «большая идейная и художественная близость». В основе данных проектов лежала идея так называемого «гласного» («говорящего») герба, отражавшего название Невинномысска. Географически этот город находится на мысе, где, как гласит одна из местных легенд, «в давние времена немирные горцы убивали расположившихся на отдых невинных переселенцев, состоявших из женщин, детей и стариков. Отсюда произошло название Невинный Мыс». В честь этого мыса и была названа основанная в 1825 году казачья станица Невинномысская, в 1939 году преобразованная в город.
Окончательный вариант герба города Невинномысска был разработан авторским коллективом, в который вошли победители городского конкурса. Проект герба имел следующее содержание: «В зелёном щите — лазоревый опрокинутый вилообразный крест, обременённый в сердце серебряной колбой с зелёным проросшим трилистником внутри. Дно колбы опоясано полукруглой шестерёнкой. Во главе щита часть краевого герба в виде золотой карты с серебряным крестом и линией 45-й параллели».
31 июля 1995 года мэр Невинномысска А. Семенченко, в соответствии с решением городской конкурсной комиссии по вопросам геральдики и заключением краевой геральдической комиссии, утвердил положение о гербе города Невинномысска и рисунок герба. Новая символика официально использовалась городом с 1 августа 1995 года.

## Современный герб
В связи с наделением Невинномысска статусом городского округа, 30 мая 2007 года городской Думой было утверждено положение о гербе муниципального образования городского округа — города Невинномысска. В описание герба были внесены некоторые дополнения, но само изображение официального символа города при этом не изменилось. 26 февраля 2010 года депутаты Думы также приняли положение о флаге муниципального образования городского округа — города Невинномысска. Полотнище флага включало в себя элементы герба Невинномысска — вилообразный крест, символизирующий слияние Зеленчука и Кубани, и очерченный ими треугольник — мыс.
Герб Невинномысска является неправильным (то есть не соответствующим геральдическим правилам), поскольку содержит такие нарушения, как, например, наложение финифтяной фигуры на финифтяное поле (синий вилообразный крест наложен на зелёное поле) и использование изображений современных технических устройств (шестерня и реторта). По этим причинам данный герб не может быть направлен на регистрацию в Геральдический совет при Президенте РФ.